# Котурська вулиця
Коту́рська вулиця — зникла вулиця, що існувала в Подільському районі міста Києва, місцевість Пуща-Водиця. Пролягала від 2-ї лінії до 4-ї лінії.

## Історія
Вулиця виникла на межі XIX — XX століття під такою ж назвою. На плані міста 1911 року вулиця простягалася від Міської до Садової вулиці. Згодом пролягала у вищевказаних межах. Зникла у середині XX століття у зв'язку із курортним будівництвом.